# 259-й отдельный сапёрный батальон
259-й отдельный сапёрный батальон  — воинская часть в  вооружённых силах СССР во время Великой Отечественной войны.

## История
Формировался в Оренбургской области с января 1941 года.
10 марта 1941 года поднят по тревоге и переброшен в Литву в район Таураге, где вошёл в состав 91-го управления строительства и оперативно подчинён 125-й стрелковой дивизии. Занят на строительстве оборонительных сооружений Таурагенского узла обороны.
В составе действующей армии с 22 июня 1941 по 30 июля 1941 года.
На 22 июня 1941 года, насчитывая в составе 578 человек, находился в районе Таураге и с 22 июня 1941 года задействован там в боях. Был поротно придан 125-й стрелковой дивизии, вместе с ней отступает в направлении Шяуляя. В Шауляе поступил в распоряжение штаба 8-й армии Отступает в арьергарде, минируя за отступающими советскими частями танкоопасные направления, в частности в районе Плявиняс — Ляудона, в Крустпилсе минирует и подрывает мост через Даугаву, то же самое на реке Айвиексте неподалёку от города Мадоны. В начале июля 1941 года прибыл в Остров, где был подчинён командованию 41-го стрелкового корпуса и переброшен в Псков, затем в Лугу. Минирует подступы к Луге, с середины июля 1941 года ведёт там бои, дислоцируется у населённого пункта Плоское, близ Луги. В конце июля 1941 года выведен во второй эшелон. Устанавливает минные поля и устраивает лесные завалы в местах возможного форсирования противником рек Суйда, Оредеж, Луга и вдоль берегов озёр Череменецкое, Врево; также занимается инженерным обеспечением 24-й танковой дивизии.
С возобновлением немецкого наступления с 10 августа 1941 года попал в окружение севернее Луги, где фактически и был уничтожен.

## Подчинение
| Дата                 | Фронт (округ)         | Армия                    | Корпус (группа)        | Дивизия                  | Примечания                |
| -------------------- | --------------------- | ------------------------ | ---------------------- | ------------------------ | ------------------------- |
| 22 июня 1941 года    | Северо-Западный фронт | 8-я армия                | 11-й стрелковый корпус | 125-я стрелковая дивизия | в справочнике не значится |
| 1 июля 1941 года     | Северо-Западный фронт | 8-я армия                | -                      | -                        | в справочнике не значится |
| 10 июля 1941 года    | Северо-Западный фронт | 11-я армия               | 41-й стрелковый корпус | -                        | в справочнике не значится |
| 1 августа 1941 года  | Северный фронт        | Лужский участок обороны  | -                      | -                        | -                         |
| 1 сентября 1941 года | Ленинградский фронт   | Южная оперативная группа | -                      | -                        | -                         |

## Командиры
- капитаном Николай Петрович Новочадов

## Другие инженерно-сапёрные подразделения с тем же номером
- 259-й отдельный сапёрный батальон 117-й стрелковой дивизии 1-го формирования
- 259-й отдельный сапёрный батальон 117-й стрелковой дивизии 2-го формирования
- 259-й отдельный инженерный батальон
- 259-й отдельный инженерно-сапёрный батальон
- 259-й отдельный инженерно-строительный батальон